# Wilamowo (powiat ostródzki)
Wilamowo – wieś w Polsce położona w województwie warmińsko-mazurskim, w powiecie ostródzkim, w gminie Małdyty.
W roku 1973 wieś należała do powiatu morąskiego, gmina Małdyty, poczta Dobrocin. W latach 1975–1998 miejscowość należała administracyjnie do województwa olsztyńskiego. Miejscowość leży w historycznym regionie Prus Górnych.
Wieś powstała na początku XIV w., na starym szlaku handlowym z Mazowsza do Elbląga, między jeziorem Ruda Woda a rozległymi Lasami Dobrocińskimi. Data powstania wsi nie jest znana. W latach 1301–1305 komtur dzierzgoński Seghardt von Schwarzburg wyznaczył 70 włók na lokację wsi pod nazwą Wyllamsdorf na prawie chełmińskim. Lokację odnowiono w 1322 r. Komtur Luther z Brunświku zlecił zmierzyć obszar wsi i wyznaczył jej granice. Zasadźca Albrecht otrzymał 6 włók wolnych, niższe sądownictwo oraz połowę czynszu od kramu z chlebem. Cztery włóki przeznaczono na utrzymanie kościoła. Pozostałe włóki obciążone zostały dziesięciną oraz daniną. W latach 1410–1411 we wsi było 45 i pół włóki obsadzonych oraz 14 i pół włóki pustych pól.
W roku 1467 komtur pasłęcki Henryk Reuss z Plauen nadał wieś rycerzowi pruskiemu Janikowi von Perband (Przebędowskiemu) za wierność Zakonowi w czasie wojny polsko-krzyżackiej. Wymieniony Janik w 1466 r. podpisał pokój toruński jako Joannes Przebendoffski. Od tej pory Perbandowie zaczęli zwać się Wilmsdorfami. Należały do nich rozległe dobra w okolicy, m.in. pobliski Dobrocin, gdzie założyli swoją rezydencję (1540).
We wsi pierwszy kościół wybudowano drewniany, natomiast w latach 1754–1755 wzniesiono nowy barokowy, murowany, przebudowany w 1842 w stylu klasycystycznym. Jest to świątynia salowa, trójbocznie zamknięta, z niską wieżą podwyższoną drewnianą latarenką i hełmem ostrosłupowym. Ołtarz główny barokowy z czasów budowy kościoła. Szkoła początkowo mieściła się przy plebanii. Przed 1945 r. była to dwuklasowa szkoła, do której uczęszczały dzieci z Wilamowa oraz wsi Wilamówko i Ględy.
W 1782 r. Wilamowo (bez folwarków) obejmowało 34 domy. W 1817 było tu 19 domów z 98 mieszkańcami, w 1858 r. – 24 gospodarstwa domowe i 306 osób. W tym czasie obszar wsi wynosił 47 włók. Około 1924 r. majątek rozparcelowano na gospodarstwa chłopskie. Pozostała jedynie tak zwana resztówka wraz z dużymi zabudowaniami, będącymi pod ochroną ze względu na swój zabytkowy charakter.
W 1939 r. gmina Wilamowo liczyła 96 gospodarstw domowych z 349 mieszkańcami.